# Longroy
Longroy és un municipi francès situat al departament del Sena Marítim i a la regió de Normandia. L'any 2007 tenia 656 habitants.

## Demografia

### Població
El 2007 la població de fet de Longroy era de 656 persones. Hi havia 255 famílies de les quals 47 eren unipersonals (47 dones vivint soles i 47 dones vivint soles), 98 parelles sense fills, 94 parelles amb fills i 16 famílies monoparentals amb fills.
La població ha evolucionat segons el següent gràfic:
Habitants censats

### Habitatges
El 2007 hi havia 303 habitatges, 265 eren l'habitatge principal de la família, 21 eren segones residències i 18 estaven desocupats. 291 eren cases i 12 eren apartaments. Dels 265 habitatges principals, 221 estaven ocupats pels seus propietaris, 40 estaven llogats i ocupats pels llogaters i 4 estaven cedits a títol gratuït; 1 tenia una cambra, 7 en tenien dues, 44 en tenien tres, 88 en tenien quatre i 124 en tenien cinc o més. 220 habitatges disposaven pel capbaix d'una plaça de pàrquing. A 117 habitatges hi havia un automòbil i a 122 n'hi havia dos o més.

### Piràmide de població
La piràmide de població per edats i sexe el 2009 era:
| Homes | Edats   | Dones |
| ----- | ------- | ----- |
| 0     | 95 o +  | 0     |
| 0     | 90 a 94 | 0     |
| 4     | 85 a 89 | 12    |
| 4     | 80 a 84 | 8     |
| 8     | 75 a 79 | 16    |
| 12    | 70 a 74 | 8     |
| 12    | 65 a 69 | 16    |
| 20    | 60 a 64 | 8     |
| 24    | 55 a 59 | 20    |
| 28    | 50 a 54 | 28    |
| 8     | 45 a 49 | 16    |
| 24    | 40 a 44 | 12    |
| 36    | 35 a 39 | 24    |
| 16    | 30 a 34 | 20    |
| 24    | 25 a 29 | 24    |
| 8     | 20 a 24 | 16    |
| 12    | 15 a 19 | 4     |
| 16    | 10 a 14 | 8     |
| 24    | 5 a 9   | 32    |
| 8     | 0 a 4   | 28    |

## Economia
El 2007 la població en edat de treballar era de 437 persones, 332 eren actives i 105 eren inactives. De les 332 persones actives 294 estaven ocupades (163 homes i 131 dones) i 39 estaven aturades (17 homes i 22 dones). De les 105 persones inactives 47 estaven jubilades, 23 estaven estudiant i 35 estaven classificades com a «altres inactius».

### Ingressos
El 2009 a Longroy hi havia 270 unitats fiscals que integraven 679 persones, la mediana anual d'ingressos fiscals per persona era de 17.581 €.

### Activitats econòmiques
Dels 32 establiments que hi havia el 2007, 2 eren d'empreses extractives, 1 d'una empresa de fabricació d'elements pel transport, 6 d'empreses de fabricació d'altres productes industrials, 8 d'empreses de construcció, 2 d'empreses de comerç i reparació d'automòbils, 3 d'empreses de transport, 2 d'empreses d'hostatgeria i restauració, 4 d'empreses financeres, 3 d'empreses de serveis i 1 d'una empresa classificada com a «altres activitats de serveis».
Dels 9 establiments de servei als particulars que hi havia el 2009, 1 era un taller de reparació d'automòbils i de material agrícola, 1 paleta, 3 fusteries, 2 lampisteries, 1 perruqueria i 1 restaurant.

## Equipaments sanitaris i escolars
El 2009 hi havia una escola maternal integrada dins d'un grup escolar amb les comunes properes formant una escola dispersa.

## Poblacions més properes
El següent diagrama mostra les poblacions més properes.